# Christian Fussing (1852-1907)
 Der er flere personer med dette navn, se Christian Fussing.
Johan Christian Fussing (31. marts 1852 i Horsens – 22. oktober 1907 i Kolding) var en dansk arkitekt.
Hans forældre var murermester, senere gasværksbestyrer Christian Abel Fussing og Marie Cathrine Eleonora født Madelaire. Fussing kom i murerlære i København hos murermestrene Hans Fussing (en slægtning) og Hans Christian Zeltner 1866-71, blev optaget på Kunstakademiet februar 1869, gennemgik den almindelige forberedende klasse til 1871 og var elev i Arkitektskolens forberedende klasse til oktober 1873, men tog aldrig afgang. Han var aktiv i Aarhus fra ca. 1875 til 1879 og virkede derefter til sin død som arkitekt i Kolding. Han var på rejser 1893 eller 1894 til Tyskland, Schweiz, Italien og Østrig.
Som barn af historicismen beherskede Fussing de forskellige stilarter og anvendte i sine mange kirker især den romanske stil, men han havde især forkærlighed for italiensk renæssance. Han anvendte både blankmur og facader med rig stukdekoration. I sine senere værker, f.eks. Ålykkeskolen nærmede han sig tidens fremherskende nationalromantik. 
Han blev gift 1. gang 22. december 1877 i Aarhus med Hedevine Marie Wichmann (21. april 1858 smst. – 9. juli 1878 smst.), datter af snedkermester Anders Christan Wichmann og Inger Marie Jensen. 2. gang ægtede han 20. august 1880 i Aarhus hendes halvsøster Nicoline Jensine Wichmann (5. november 1853 smst. – 6. september 1933 i Charlottenlund), datter af Anders Christian Wichmann og Hedevine Marie Theil. 

## Værker
I Kolding:
- Sankt Nikolaj Skole (1879, 1881, 1898, 1908)
- Missionshuset Bethel, Tøndervej 5 (1883, senere ombygget)
- Sankt Michaels Kirke (1885, efter tegning af arkitekt Hertel, Münster)
- Svaneapoteket, Låsbygade 1 (1886)
- Hotel Kolding, Akseltorv 5 (1886, ombygget ca. 1920)
- Våbenbrødrenes Mindebygning (1889, nu nedrevet)
- Teknisk Skole, nu Kolding Realskole, Vesterbrogade 6 (1889)
- Brandorffs bygning, Jernbanegade 44 (1893)
- Kolding kommunale Pigeskole (1898)
- Jernbanegade 29 (1898)
- Ålykkeskolen, Ålykkegade 2 (1904)

Andre steder:
- Jordrup Kirke (1884)
- Nørre Bjert Kirke (1889)
- Grene Kirke (1891)
- Verst Kirke (1896)
- Højskolehjemmet, Skolegade, Holstebro (1898)
- Vestre Skole i Middelfart
- Bygning på hjørnet af Grønnegade og Søndergade, Middelfart (1908)